# Elecciones al Parlamento Europeo de 1979 (Francia)
En las elecciones al Parlamento Europeo de 1979 en Francia, celebradas en junio, se escogió a los 81 representantes de dicho país para la primera legislatura del Parlamento Europeo.

## Resultado
| Datos de participación | Datos de participación | Datos de participación |
| ---------------------- | ---------------------- | ---------------------- |
| Censo electoral        | 35.180.531             | 100%                   |
| Votos                  | 21.356.960             | 60,7%                  |
| Abstención             | 13.823.571             | 39,3%                  |
| Votos a candidaturas   | 20.331.490             | 95,2%                  |

| ← Elecciones al Parlamento Europeo de 1979 →                         |                                                  |           |       |         |                                             |
| Partido                                                              | Cabeza de lista                                  | Votos     | %     | Escaños | Grupo en el Parlamento Europeo              |
| Unión por la Democracia Francesa (UDF)                               | Simone Veil                                      | 5.666.984 | 27,87 | 25      | Partido Popular Europeo/Demócratas Europeos |
| Partido Socialista Movimiento de los Radicales de Izquierda (PS-MRG) | François Mitterrand                              | 4.763.026 | 23,43 | 22      | Partido Socialista Europeo                  |
| Partido Comunista Francés (PCF)                                      | Georges Marchais                                 | 4.153.710 | 20,43 | 19      | Grupo de Comunistas y Afines                |
| Agrupación por la República (RPR)                                    | Jacques Chirac                                   | 3.301.980 | 16,24 | 15      | Partido Popular Europeo/Demócratas Europeos |
| Lista Europa-Ecología (VERTS)                                        | Solange Fernex                                   | 891.683   | 4,39  | 0       |                                             |
| Lucha Obrera Liga Comunista Revolucionaria (LO-LCR)                  | Arlette Laguiller                                | 623.663   | 3,07  | 0       |                                             |
| La 5ª Lista: Empleo, Igualdad, Europa (5-EEE)                        | Jean-Jacques Servan-Schreiber                    | 373.259   | 1,84  | 0       |                                             |
| Unión de Defensa Interprofesional (...) (UDIP-FIDES)                 | Philippe Malaud, Pierre Poujade, Jacques Médecin | 290.555   | 1,43  | 0       |                                             |
| Partido de las Fuerzas Nuevas (PFN)                                  | Jean-Louis Tixier-Vignancour                     | 265.911   | 1,31  | 0       |                                             |
| Lista Europa-Autogestión (PSU)                                       | Huguette Bouchardeau                             | 382       | 0,00  | 0       |                                             |
| Regiones-Europa (RE)                                                 | Jean-Edern Hallier                               | 337       | 0,00  | 0       |                                             |